# Hrabstwo Marshall (Wirginia Zachodnia)
Hrabstwo Marshall (ang. Marshall County) – hrabstwo w stanie Wirginia Zachodnia w Stanach Zjednoczonych. Obszar całkowity hrabstwa obejmuje powierzchnię 311,49 mil² (806,76 km²). Według szacunków United States Census Bureau w roku 2010 miało 33 107 mieszkańców.
Hrabstwo powstało w 1835 roku. 

## Miasta

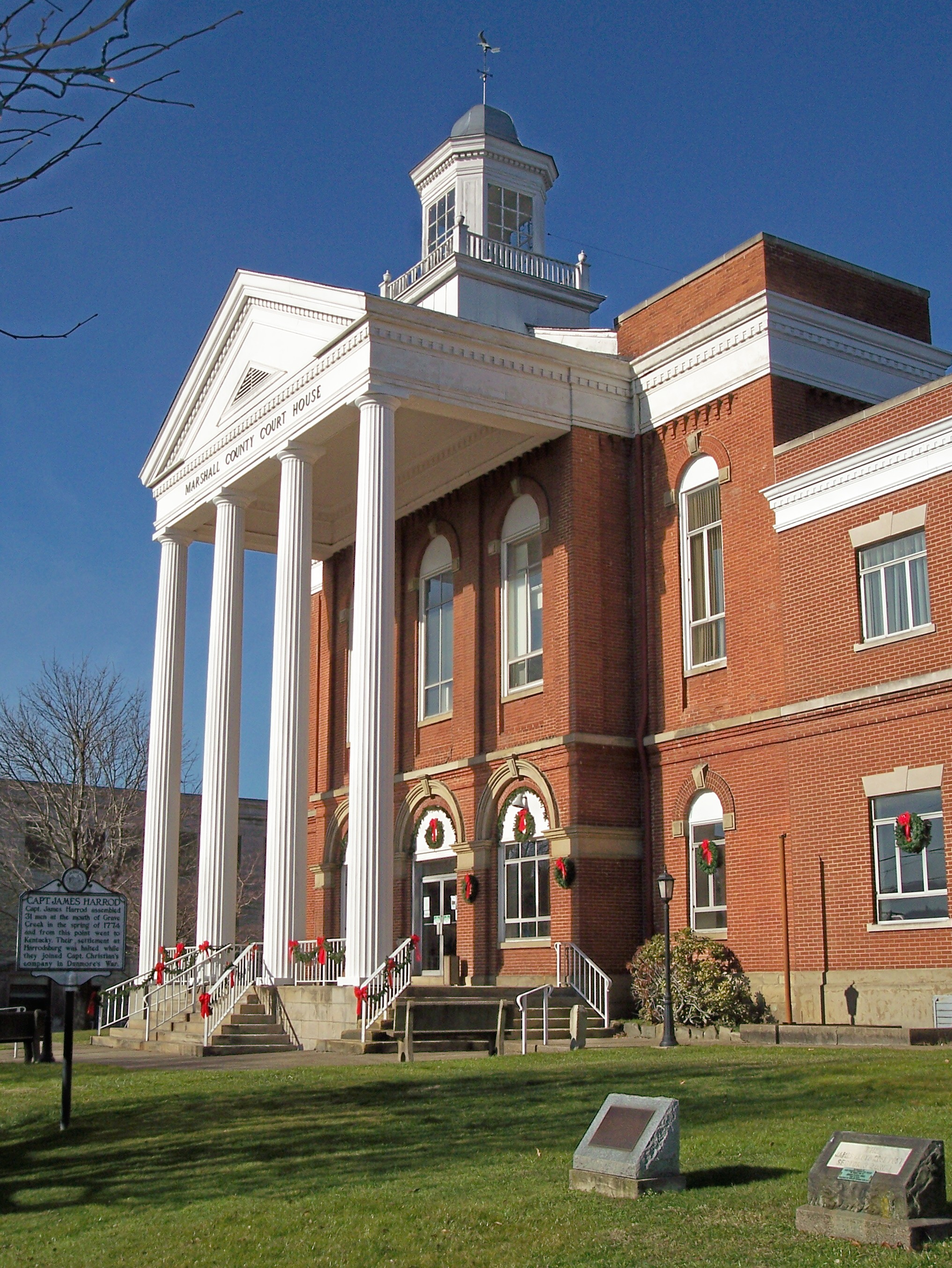
Budynek administracji (courthouse) w Moundsville

- Benwood
- Cameron
- Glen Dale
- McMechen
- Moundsville[4]

| Populacja hrabstwa w poprzednich latach | Populacja hrabstwa w poprzednich latach |
| Rok                                     | Liczba ludności                         |
| --------------------------------------- | --------------------------------------- |
| 1980                                    | 41 391                                  |
| 1990                                    | 37 356                                  |
| 2000                                    | 35 519                                  |
| 2010                                    | 33 107                                  |